# Ulrich Silberbach

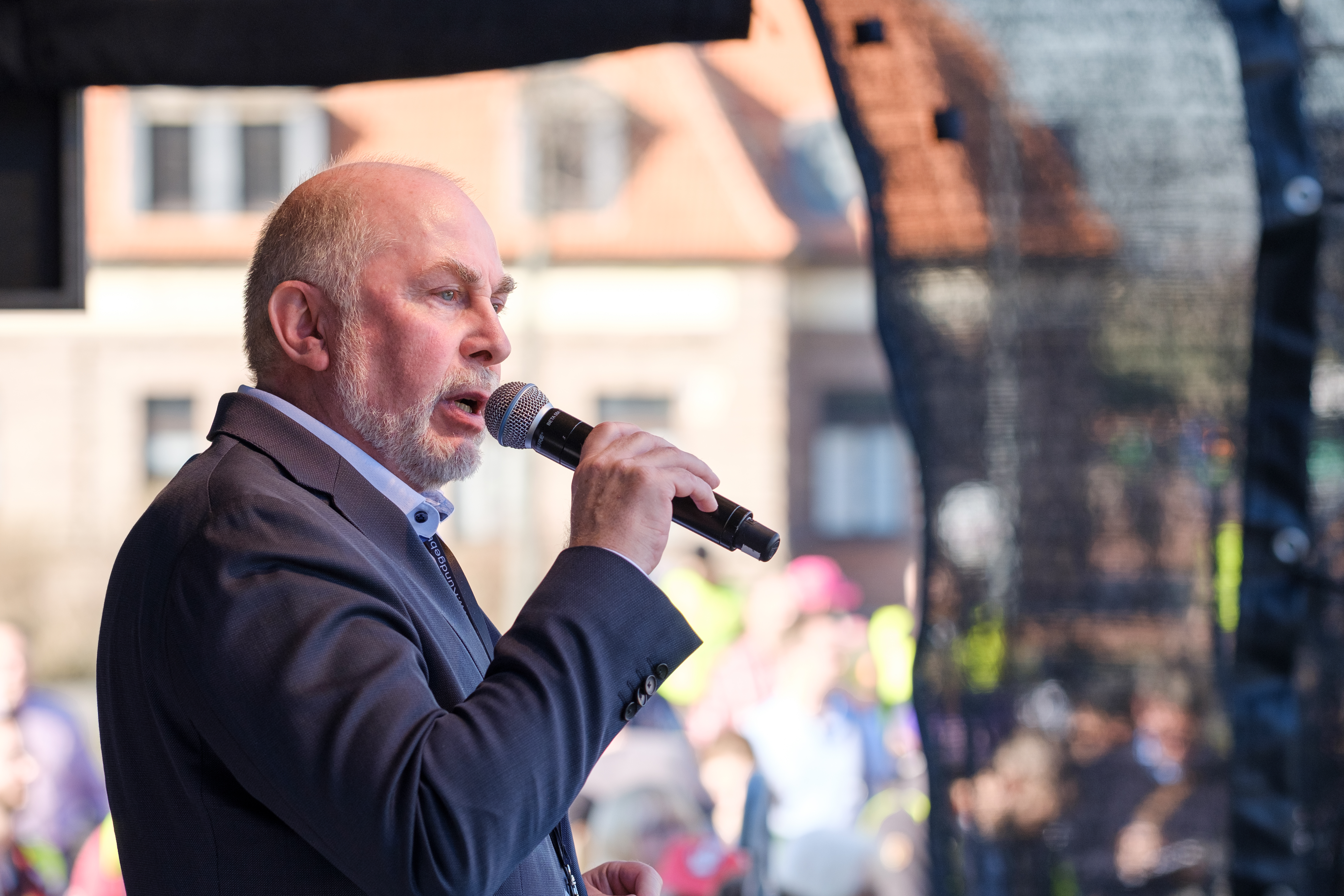
Ulrich Silberbach bei einer Kundgebung auf der Landtagswiese Düsseldorf, 2019

Ulrich Silberbach (* 27. August 1961 in Köln; † 25. Juni 2025) war ein deutscher Gewerkschafter. Von 2017 bis 2025 war er Bundesvorsitzender des DBB Beamtenbund und Tarifunion.

## Leben
Ulrich Silberbach wurde von 1979 bis 1982 zum Verwaltungsfachangestellten ausgebildet. Anschließend arbeitete er bis 1990 in seinem erlernten Beruf in Köln, wo er zuletzt im Kölner Ordnungsamt tätig war.
Silberbach trat in seiner Jugend früh in die Komba Gewerkschaft ein und übernahm dort unterschiedliche Aufgaben. Von Mai 2005 bis Mai 2016 war er Vorsitzender der Komba NRW und von 2001 bis 2014 Mitglied des Vorstandes des DBB und unter anderem Vorsitzender der Tarifkommission. Er war ab 2003 einfaches Mitglied des Bundeshauptvorstandes des DBB, ab 2006 Mitglied des Bundesvorstandes. Zudem war er von 2007 bis 2012 stellvertretender Vorsitzender der DBB Tarifunion, von Mai 2011 bis November 2017 Bundesvorsitzender der Komba und in der Zeit von 2012 bis 2017 stellvertretender Bundesvorsitzender des DBB.
Von 2017 bis 2025 war er Bundesvorsitzender des DBB. Er wurde auf dem 24. Gewerkschaftstag am 20. November 2017 in Berlin als Nachfolger des in den Ruhestand verabschiedeten Klaus Dauderstädt zum Bundesvorsitzenden des DBB gewählt. Bei der Wahl musste er sich in einer Kampfkandidatur gegen Ernst G. Walter durchsetzen, welcher als Erster Polizeihauptkommissar der Bundesvorsitzende der Bundespolizeigewerkschaft innerhalb der Deutschen Polizeigewerkschaft war. Silberbach gewann die Wahl mit 53 % der Stimmen (330 gegen 290 Delegierte). Zum 23. Juni 2025 erklärte er seinen Rücktritt aus gesundheitlichen Gründen. Die Nachfolge trat Volker Geyer an.
Silberbach war ab 2012 Präsident von EULOS, der Europäischen Arbeitsgemeinschaft unabhängiger Gewerkschaften der Bediensteten der Gemeinden und Gemeindeverbände. 
Ulrich Silberbach war CDU-Mitglied und Mitglied der Christlich-Demokratischen Arbeitnehmerschaft.
Ulrich Silberbach war verheiratet und Vater von drei Kindern. Er starb am 25. Juni 2025 im Alter von 63 Jahren an den Folgen einer Krebserkrankung.